# Pijama Party
Pijama Party é um programa de televisão de entretenimento argentino original de Disney Channel América Latina, em que formato permite a participação de pessoas comuns, em que duas equipes são diferenciadas por pijamas quadrados e listrados, correndo ao prêmio de uma viagem para a Disney. É apresentado por Dani Martins. 
Na América Latina teve uma pré-estreia no Disney Channel em 11 de maio de 2014, e teve outra estreia no Disney XD em 17 de maio de 2014. A estreia oficial foi em 06 de junho de 2014 no Disney Channel América Latina. No Brasil estreou em 3 de abril de 2015 às 20h.
A estreia da versão brasileira do programa comandado por Bruno Heder e Raquel Bertani, teve seu primeiro episódio em 8 de abril de 2016. Sua transmissão pelo SBT foi iniciada em 25 de junho de 2016, dentro do bloco Mundo Disney.

## Formato
É um programa protagonizado por estrelas de Disney Channel que agora também podem participar meninos e meninas, eles tinham que passar por testes para domar diversas brincadeiras (o mais selvagem Mundo travesseiro) para tentar ganhar uma viagem para o Walt Disney World Resort.

## Emissão
| País                 | Canal                         | Estreia                                                                   | Título       |
| -------------------- | ----------------------------- | ------------------------------------------------------------------------- | ------------ |
| Argentina            | Disney Channel América Latina | 06 de junho de 2014                                                       | Pijama Party |
| Bolívia              | Disney Channel América Latina | 06 de junho de 2014                                                       | Pijama Party |
| Chile                | Disney Channel América Latina | 06 de junho de 2014                                                       | Pijama Party |
| Colômbia             | Disney Channel América Latina | 06 de junho de 2014                                                       | Pijama Party |
| Costa Rica           | Disney Channel América Latina | 06 de junho de 2014                                                       | Pijama Party |
| Equador              | Disney Channel América Latina | 06 de junho de 2014                                                       | Pijama Party |
| Guatemala            | Disney Channel América Latina | 06 de junho de 2014                                                       | Pijama Party |
| Honduras             | Disney Channel América Latina | 06 de junho de 2014                                                       | Pijama Party |
| México               | Disney Channel América Latina | 06 de junho de 2014                                                       | Pijama Party |
| Paraguai             | Disney Channel América Latina | 06 de junho de 2014                                                       | Pijama Party |
| Peru                 | Disney Channel América Latina | 06 de junho de 2014                                                       | Pijama Party |
| República Dominicana | Disney Channel América Latina | 06 de junho de 2014                                                       | Pijama Party |
| Uruguai              | Disney Channel América Latina | 06 de junho de 2014                                                       | Pijama Party |
| Venezuela            | Disney Channel América Latina | 06 de junho de 2014                                                       | Pijama Party |
| Brasil               | Disney Channel Brasil         | 3 de abril de 2015 (versão latino) 8 de abril de 2016 (versão brasileira) | Pijama Party |
| Brasil               | SBT                           | 25 de junho de 2016 (versão brasileira)                                   | Pijama Party |